# 斯莱德尔 (路易斯安那州)
斯莱德尔（英語：Slidell）是美国路易斯安那州圣坦曼尼县的一座城市。
根据2000年美国人口普查，共有25,695人，其中白人占83.13%、非裔美国人占13.56%。